# Introdução da conjunção
A introdução da conjunção é uma regra de inferência que estabelece que, se dois argumentos A e B são verdadeiros, então a conjunção dos mesmos também é verdadeira.
Formalmente:
{\displaystyle p\,\!}
{\displaystyle {\frac {q\,\!\qquad \quad }{}}}
{\displaystyle (p\wedge q)}
Por exemplo, se é verdade que está chovendo e é verdade que está relampejando, então é verdade que está chovendo e relampejando.